# Diplomat
För andra betydelser, se Diplomat (olika betydelser).

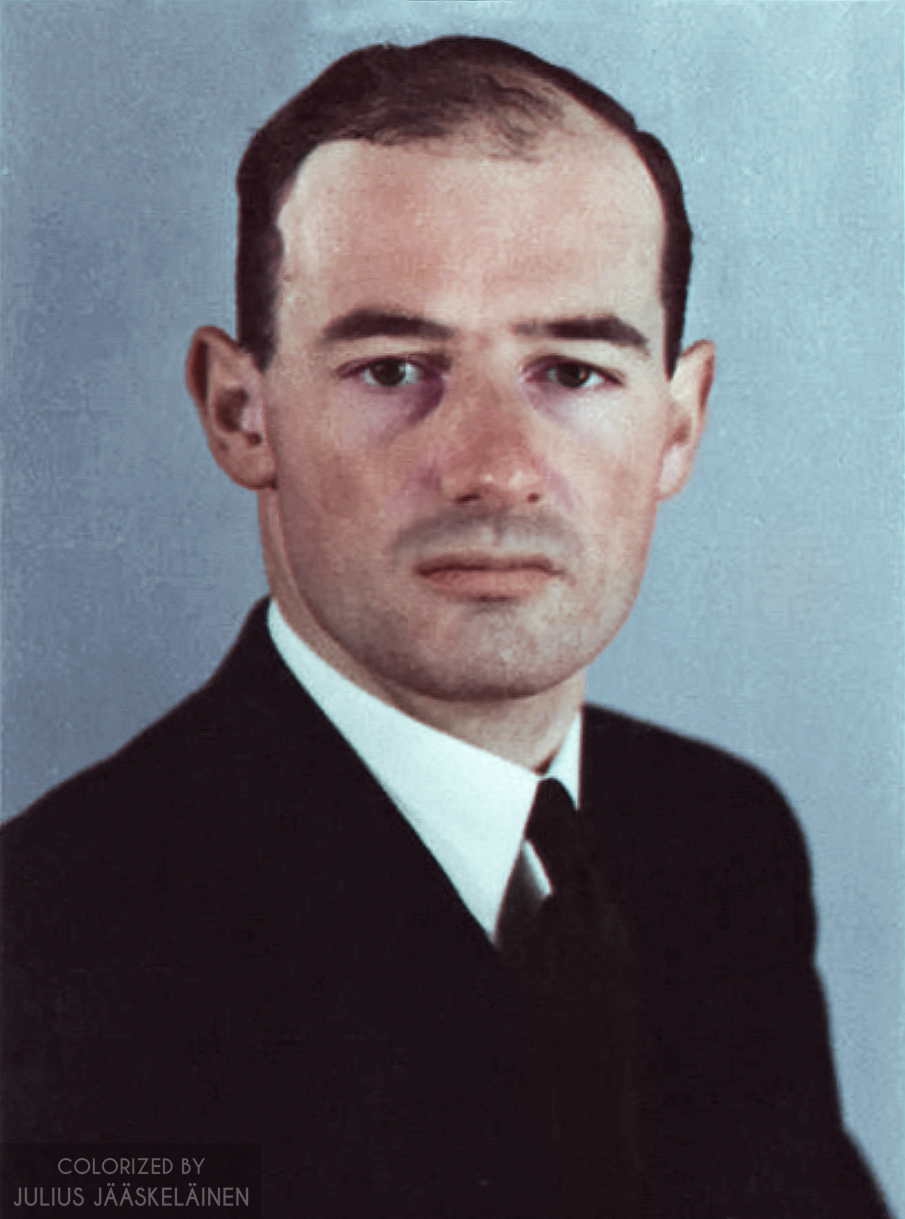
Raoul Wallenberg var en svensk diplomat.

Diplomat (till exempel en chargé d'affaires) är en tjänsteman som företräder sitt lands regering, periodvis placerad på beskickning hos främmande makt, då med diplomatisk ackreditering och diplomatpass med skydd av Wienkonventionen om diplomatiska förbindelser.
Diplomatiska kåren, Corps Diplomatique (CD) är de samlade utländska diplomaterna i ett mottagarland, under ledning av doyen, vilket oftast är den äldste beskickningschefen i tjänst.
Förkortningen CD används bland annat som beteckning på diplomaters fordon.

## Arbetsuppgifter
Baserat på Wienkonventionen om diplomatiska förbindelser omfattar en diplomats arbetsuppgifter bland annat att
- representera den utsändande staten hos den mottagande staten, vid formella tillfällen såsom statsbesök såväl som i informella sammanhang,
- skydda den utsändande statens och dess medborgares intressen i den mottagande staten, genom stöd till myndigheter, näringsliv och privatpersoner,
- förhandla med den mottagande statens regering, och på andra sätt verka inom traktaträttens område,
- samla och analysera information om förhållandena och utvecklingen i den mottagande staten och dess intressesfär,
- främja den utsändande statens politiska intressen, till exempel inom utrikes- eller säkerhetspolitik,
- arbeta med offentlig diplomati och stötta de ekonomiska, kulturella och vetenskapliga förbindelserna mellan staterna
- fullgöra konsulära uppgifter, till exempel genom att hjälpa egna medborgare i nöd eller handlägga av migrationsärenden och viseringar.[2][3][4]

Utöver den formella representationen mellan staterna har ambassadörer och vissa seniora diplomater ett särskilt representationsansvar, som innebär en förväntan arrangera egna respektive att delta i andras representationstillfällen.
Förhandlingar och informationsinsamling genomförs ofta av en politisk sektion vid beskickningen, ofta kallad kansli, medan försvars- och säkerhetspolitiska frågor kan vila på en särskild enhet med en eller flera försvarsattachéer.
Till offentlig diplomati hör bland annat anordnandet av kulturprogram, mediebevakning och pressarbete gentemot den mottagande statens media, stöd eller anordnandet av olika former av utbyten och bevakning av forskning. Särskilt fokus läggs på rådgivning och stöd till handel mellan staterna, liksom stöd till utländska företags investeringar i det sändande landet. Den offentliga diplomatin kan bedrivas både inom ramen för en beskickning, ett konsulat eller en helt eller delvis fristående organisation såsom Alliance française, Business Sweden eller en handelskammare. Det är dock bara de anställda vid en beskickning eller konsulat som kan betecknas som diplomater.
Det är också vanligt förekommande att diplomater knyts till den sändande statens humanitära biståndsverksamhet och internationella utvecklingssamarbete, samt representation vid internationella organisationer.
Slutligen finns ofta en enhet för administrativa och/eller tekniska frågor vid en beskickning, vars ledning och personal kan vara diplomater eller lokalanställda.

## Utbildning

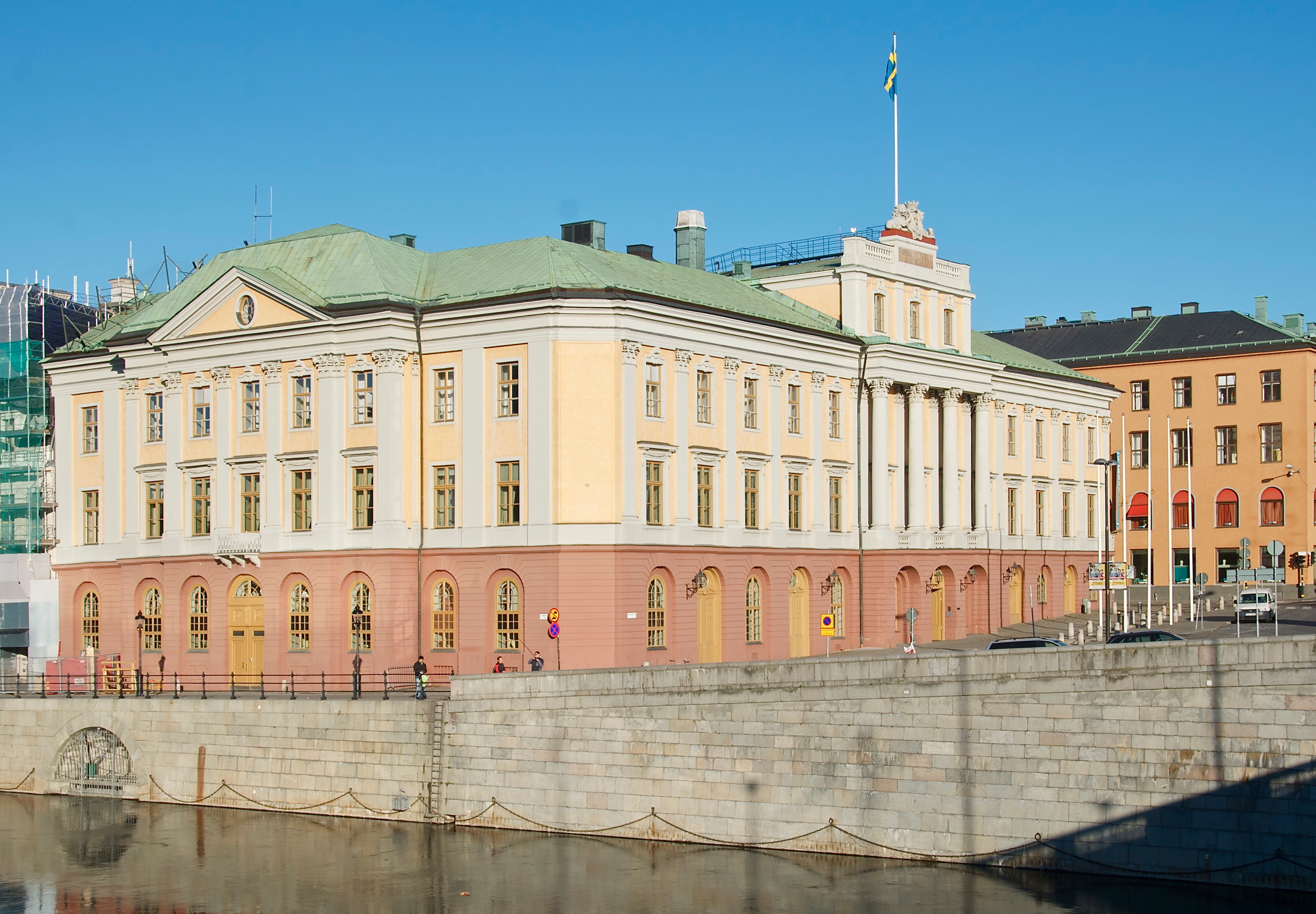
Utrikesdepartementet i Stockholm.

I Sverige utbildas diplomater på Utrikesdepartementets diplomatutbildning, diplomatprogrammet. Utbildningen vänder sig till akademiker med goda språkkunskaper samt intresse för svensk inrikes- och utrikespolitik. För att söka måste man vara svensk medborgare och årligen antas omkring 20 personer till diplomatprogrammet.